# Stirnfläche
Die Stirnfläche ist in der Aerodynamik die projizierte Fläche, die der Schatten eines Körpers (z. B. eines Pkw) in Längsrichtung wirft. Sie ist die Bezugsfläche bei der Berechnung des Strömungswiderstands und anderer aerodynamischer Kräfte und Momente. Sie wird auch als Querschnittsfläche bezeichnet, als Fläche des größten Querschnitts eines Körpers.
Das Produkt aus der Stirnfläche {\displaystyle A} und dem Strömungswiderstandskoeffizienten {\displaystyle c_{\mathrm {w} }} eines Körpers wird als Widerstandsfläche {\displaystyle f_{\mathrm {w} }} bezeichnet ({\displaystyle f_{\mathrm {w} }=c_{\mathrm {w} }A}).

## Geschichte
Früher wurde die Stirnfläche ermittelt, indem man den Schatten des Körpers mit einer sehr weit entfernten Lampe auf einen durchsichtigen Schirm projizierte. Heute wird die Stirnfläche mit Laserlicht abgetastet.

## Kraftfahrzeuge
Eine größere Stirnfläche {\displaystyle A} erhöht ebenso wie der {\displaystyle c_{\mathrm {w} }}-Wert proportional den Strömungswiderstand, beim Auto den „Luftwiderstand“. Die Größe geben viele Autohersteller nicht an, sie fehlt meist in Vergleichstabellen von Pkw, z. B. des ADAC. Als Faustformel für die Berechnung der Stirnfläche {\displaystyle A} werden 80 % der Fläche aus Karosseriehöhe und -breite vorgeschlagen.

## Schienenfahrzeuge
Die Stirnfläche von Zügen ist schwer zu ermitteln. Es ist dort üblich, einen Wert von 10 m² anzunehmen.